# Lars Kihlborg
Lars Herder Elias Kihlborg, född 20 augusti 1930 i Uddevalla, död 9 april 2015 i Saltsjöbadens församling, var en svensk kemist och professor.
Lars Kihlborgs föräldrar var läroverksadjunkten Elias Kihlborg och Britta, ogift Lindeberg. Lars Kihlborg blev filosofie magister vid Uppsala universitet 1954, filosofie licentiat 1960, filosofie doktor 1964 och docent vid Stockholms universitet 1964. Han var amanuens och assistent vid Uppsala universitet 1953–1963, extra universitetslektor vid Stockholms universitet 1964–1966, universitetslektor i oorganisk och fysikalisk kemi vid Stockholms universitet 1966–1981, gästprofessor vid Arizona State University, USA, 1970–1971 och professor i oorganisk kemi vid Stockholms universitet 1981–1995. Han författade vetenskapliga skrifter i oorganisk kemi, strukturkemi och fasta tillståndets kemi.
Han var från 1957 till sin död gift med bibliotekarien Cristina Berthelson (1936–2019), dotter till överantikvarien Bertil Berthelson och Inez, ogift Axberg. De fick barnen Charlotta 1958, Patrik 1960, Oskar 1964 och Lovisa 1967. Makarna Kihlborg är begravda på Skogsö kyrkogård.

### Fotnoter
1. ↑  Libris, Kungliga biblioteket, SELIBR-ID: 345284, läst: 9 oktober 2017.[källa från Wikidata]
2. ↑  Lars Kihlborg, Dagens Nyheter, 19 maj 2015, läs online.[källa från Wikidata]
3. ↑  Libris, Kungliga biblioteket, 26 mars 2018, Libris-URI: xv8cj73g055dqn6, läst: 24 augusti 2018.[källa från Wikidata]
4. ↑  Sveriges befolkning 1990, CD-ROM, Version 1.00, Riksarkivet (2011).
5. 1 2  Kihlborg, Lars H E, professor, Saltsjöbaden i Vem är det / Svensk biografisk handbok / 1993 / s 589.
6. ↑  KIHLBORG, LARS H E, docent, universitetslektor, Saltsjöbaden i Vem är Vem? / Norrland, supplement, register 1968 / s 746.
7. ↑  ”Kihlborg, Lars Herder Elias och Kihlborg, Christina Margaretha”. SvenskaGravar.se. https://www.svenskagravar.se/gravsatt/3940b91c-3021-4595-b685-4569b1e2a34b. Läst 17 april 2023.